# Avellanar
Avellanar es una pedanía del municipio español de Pinofranqueado, perteneciente a la provincia de Cáceres, en la comunidad autónoma de Extremadura.

## Geografía
Esta pequeña alquería de la comarca de Las Hurdes está ubicada al norte de la provincia, en la vertiente sur de la Peña de Francia, en el valle formado por el río Esperabán, al sur de sierra de la Corredera y al este de la sierra de Gata. En el siglo XIX se comenta cómo los terrenos del término están «poblados de roble, jara y brezo». Hay una piscina natural, además de parajes con bosques de coníferas, castaños y cerezos. En las cercanías existe un refugio de pescadores. 
Pertenece al partido judicial de Granadilla y el núcleo urbano más cercano es Horcajo.
El acceso a la localidad se realiza por la carretera local CC-155 que tiene su inicio en la autonómica EX-204, de Salamanca a Coria a la altura de Pinofranqueado (PK 42+970).

## Historia
A mediados del siglo XIX, el lugar era descrito como un alquería perteneciente al concejo de Pinofranqueado. La localidad aparece descrita en el tercer volumen del Diccionario geográfico-estadístico-histórico de España y sus posesiones de Ultramar de Pascual Madoz de la siguiente manera:

AVELLANAR: alq. del conc. y felig. del Pino-franqueado en el terr. de las Hurdes, prov. de Cáceres, part. jud. de Granadilla (4 leg.): sit. en terreno llano al pie de un alto cerro que la domina por el E., y á la izq. de un pequeño arroyo llamado de las Avellanas; defendida de los aires solanos por el cerro indicado, está bien ventilada por los demas, por cuya razon goza de sano clima, padeciéndose tan solo algunas tercianas y disenterias, efecto de los malos alimentos: tiene 23 casas mezquinas y miserables, como todas las del terr. de que ya hemos hablado en otros art., distribuidas en grupos desordenados, aunque no muy dist. entre si, y no posee ninguna clase de establecimientos públicos. Confina el térm. por N. con tierras del conc. de Nuñomoral, E. y S. con las de Camino-morisco, y O. con el de Pino-franqueado, al que pertenece, cuyos puntos dist. de 1/2 á 1 leg., y comprende muchas posesiones cercadas que se destinan á huertas, olivares, vinas y castaños, aunque en pequeña cantidad, siendo todos los demas terrenos (que están poblados de roble, jara y brezo), peñascos y matorrales comunes para todas las alq. del conc., que los rozan para sembrar algun centeno ó para otros usos; el térm. es abundante de aguas, como país montañoso y áspero, y le riega el arroyo citado de las Avellanas, que es el de alguna mas consideracion, del cual se surten los vec. para todos sus usos: prod. centeno, castañas, lino, judias, patatas, aceite y vino: se mantienen algunas cabras, vacas, colmenas y mucha caza; en cuanto á su pobl., riqueza y contr. (V. Pino-franqueado, conc): en cuanto á la naturaleza del suelo, costumbres, historia (V. Hurdes.).
(Madoz, 1846, pp. 116-117)

## Demografía
En el año 1981 contaba con 157 habitantes, concentrados en el núcleo principal, pasando a 12 en 2009.